# Winthrop, Western Australia
Winthrop är en ort i Australien. Den ligger i regionen Melville och delstaten Western Australia, omkring 11 kilometer söder om delstatshuvudstaden Perth.
Runt Winthrop är det tätbefolkat, med 383 invånare per kvadratkilometer.. Närmaste större samhälle är Perth, omkring 11 kilometer norr om Winthrop. 
Runt Winthrop är det i huvudsak tätbebyggt. Genomsnittlig årsnederbörd är 1 018 millimeter. Den regnigaste månaden är maj, med i genomsnitt 176 mm nederbörd, och den torraste är februari, med 9 mm nederbörd.